# クイズのりもの講座
『クイズのりもの講座』（クイズのりものこうざ）は、1984年4月5日から同年8月30日までフジテレビ系列局（一部を除く）で放送されていたフジテレビ製作のクイズ番組である。全15回。放送時間は毎週木曜 19:30 - 20:00 （日本標準時）。

## 概要
乗り物をテーマにしたクイズ番組。番組開始時には、同じくフジテレビで放送されていた『いい旅、ときめき本線〜チャレンジ20,000km〜』と同じルールを採用していたが、すぐに乗り物関係の雑学を出題する内容に改められた。
番組は1回の放送で5問を出題。持ち金10,000円からスタート。当初は、Nゲージで1箇所だけパートナーと「ラッキーポイント」でトンネルをくぐるか鉄橋を渡るかすれば15,000円からスタートできたが、これは1か月ほどで廃止された。このため、男性同士・女性同士のケースも生じた。
4問目までは上段のレギュラー解答者が答えを、下段の挑戦者が賭け金（最低100円）をフリップに記した。このフリップは乗車券の形をしており、答えをチェックするときの掛け声は「切符を拝見」となっていた。正解者には賭け金が2倍返しされ、不正解者にはマイナスのペナルティが課された。
最終問題の「ドンピシャ・ゲーム」に正解すれば賞金は2倍増になった。前期には3択問題が出されていたが、後期には○×問題になった。
優勝者決定時のファンファーレには、アニメ『パーマン』のオープニングテーマ「来てよパーマン」の最後の部分（コーダ）が使われていた。
ほとんど休止が無かった『ときめき本線』と比べ、当番組はプロ野球中継（19:00 - 21:48）で休止が多く、5ヶ月間の放送ながら4ヶ月分の15回で終わった。

## 出演者

### 司会
- 板東英二
- 松原千明

### レギュラー解答者
通常はこの4人が参加していた。
- 橋幸夫
- 堀ちえみ
- 平野文
- 竹中直人

## 放送リスト
| 回 | 放送日 （1984年） | サブタイトル                             |
| -- | ----------------- | ---------------------------------------- |
| 1  | 4月5日            | ドジなちえみ国内線低空飛行!?             |
| 2  | 4月19日           | （サブタイトル不明）                     |
| 3  | 5月3日            | ペアで挑戦!!解答者芸能人大会             |
| 4  | 5月17日           | 乗り物珍商売特集！百面相竹中直人まっ青   |
| 5  | 5月24日           | ちえみ上昇！竹中急降下!?乗り物看板大集合 |
| 6  | 5月31日           | 竹中奇跡の全問正解なるか                 |
| 7  | 6月14日           | （サブタイトル不明）                     |
| 8  | 6月21日           | （サブタイトル不明）                     |
| 9  | 6月28日           | （サブタイトル不明）                     |
| 10 | 7月12日           | （サブタイトル不明）                     |
| 11 | 7月19日           | （サブタイトル不明）                     |
| 12 | 7月26日           | （サブタイトル不明）                     |
| 13 | 8月9日            | （サブタイトル不明）                     |
| 14 | 8月16日           | （サブタイトル不明）                     |
| 15 | 8月30日           | （サブタイトル不明）                     |

（参考：『下野新聞 縮刷版』下野新聞社、1984年4月5日 - 同年8月30日。、ラジオ・テレビ欄）

## 放送局
特筆の無い限り全て同時ネット
- フジテレビ（制作局）
- 富山テレビ[1]
- 石川テレビ[1]
- 福井テレビ[3]